# バッハマン束
バッハマン束 (Bachmann’s bundle) とは、心臓内の刺激伝導系の一部で刺激伝導に特化した心筋細胞の集まりである。洞房結節から延びた3本の結節間路のうち、前結節間路から枝分かれして左心房へと向かう刺激伝達経路のことである。

## 役割
洞房結節より惹起した興奮が前結節間路、バッハマン束を通り左心房に伝えられる。

## 構造
洞房結節動脈より血液が供給されている。